# Иван Андреевич (князь серпуховский)
Иван (Иоанн) Андреевич (ум. 1358) — удельный князь серпуховский (1353—1358). Рюрикович в XV колене. Сын Андрея Ивановича и княжны Ростовской Марии Константиновны. В юности, после смерти отца, наследовал княжеский стол. После смерти Ивана Андреевича княжеский стол перешел его родному брату Владимиру Андреевичу Храброму.